# Juan Carlos Mandiá
Juan Carlos Mandiá Lorenzo (Alfoz, Lugo, 17 de enero de 1967) es un exfutbolista y entrenador español de fútbol. Actualmente es asistente técnico de Míchel González en el Al-Qadisiyah Football Club de la Liga Profesional Saudí.

## Trayectoria

### Como jugador
Con 14 años, Vico, un ojeador del Real Madrid Club de Fútbol tras gustarle sus maneras como central infantil de la selección gallega lo llevó al club madridista a realizar unas pruebas de selección bajo la supervisión de Luis Molowny en la vieja Ciudad Deportiva.
Mandiá en todas sus temporadas en el Castilla CF (denominación por entonces del filial del Real Madrid), se deselvolvió en Segunda División. Fue un fijo en la defensa del filial madridista, pero solo pudo debutar con el primer equipo en 2 ocasiones.
Debutó con sólo 17 años en Primera División de España el 9 de septiembre de 1984 con el Real Madrid CF en el Estadio El Molinón contra el Sporting de Gijón, partido de la jornada 2 que finalizó con empate a uno. Mandiá jugó los 90 minutos. Su debut se produjo a causa de una huelga de jugadores profesionales que afectó a La Liga en la temporada 1984-85, la alineación de ese partido fue la siguiente: Canales, Eusebio, Mandiá, Geni, Clemente, Fuentes, Salmerón, Fernando (Márquez), Bugallo (Hurtado), Losada y Leonardo. El entrenador madridista de aquel partido fue Amancio Amaro.
Temporadas después de su debut en Primera, en la temporada 1987-88, volvió a disputar un partido con el Real Madrid. Fue el 16 de abril de 1988 contra el Real Club Celta de Vigo en Balaídos, con la siguiente alineación: Ochotorena, León, Mandiá, Mino, Camacho, Santiago Aragón, Aldana, Maqueda, Milan Jankovic, Llorente y Santillana; también jugaron Maceda y Gallego. El entrenador del Real Madrid CF era Leo Beenhakker.
Tras concluir su paso por el club blanco, Juan Carlos Mandiá fichó por una temporada (1988-89) en el RCD Espanyol, jugó 21 partidos en Primera División. En la temporada siguiente se marchó al Celta de Vigo, allí estuvo 4 temporadas. En su primera, la temporada 1989-90 jugó 26 partidos y el equipo descendió a Segunda División. Las 2 campañas siguientes el Celta jugó en Segunda, quedando 14.º y campeón respectivamente. Ya en la 1992-93, su cuarta en el club vigués, jugó sólo 2 partidos en Primera División. Posteriormente marchó al CD Logroñés, donde las temporadas 1993-94 y 1994-95 las jugó en Primera División jugando 24 y 14 partidos respectivamente en cada una. En la 1994-95 el equipo riojano descendió. En 1995 fichó por el CD Toledo en Segunda División, equipo en el que permaneció durante 2 temporadas. En la 1995-96 jugó 2.862 minutos en 34 partidos, y en la 1996-97 jugó 2.943 minutos en 33 partidos. En la temporada 1997-98 fichó por el Córdoba CF en Segunda División B, en su primera temporada en el club blanquiverde el equipo quedó sexto. Fue en su segunda temporada cuando consiguió el ascenso a Segunda División, el equipo quedó tercero en la liga regular y ascendió en la liguilla de ascenso. En la temporada 1999-00 jugó 8 partidos y fue la de su retirada como jugador de fútbol.

### Entrenador
En su etapa como jugador aprovechó para obtener los títulos de entrenador. En 1996 consiguió el nivel 1, en 1997 el nivel 2 y en 2000 el nivel 3.
CD Logroñés
En noviembre de 2002 fichó por su primer club profesional, el Club Deportivo Logroñés. Se hizo cargo del equipo tras la destitución de Ico Aguilar, y los rojiblancos quedaron terceros en el Grupo II de Segunda B y disputaron la liguilla de ascenso a Segunda División, aunque no ascendieron en un grupo en que lo hizo el Cádiz CF. Fue despedido antes de terminar la temporada.
Hércules
Tras su paso por el equipo riojano, estuvo libre hasta que el Hércules CF lo fichó como revulsivo en el banquillo tras la destitución de José Carlos Granero a finales de 2004. Sacó al Hércules de la mediocridad y finalizó subcampeón del Grupo III de Segunda División B. Luego realizó una gran promoción de ascenso contra AD Ceuta y RSD Alcalá, ascendiendo a Segunda División en junio de 2005.
En la temporada 2005-06 continuó entrenando al Hércules Club de Fútbol en su regreso a Segunda División, hasta que fue destituido en febrero de 2006 tras muchos problemas internos en la cúpula directiva y una mala racha de 10 partidos sin ganar.
Real Madrid Castilla
En la temporada 2006-07, llegó al Real Madrid Castilla como segundo entrenador de Míchel González en el filial blanco en Segunda División. El Castilla descendió a Segunda B, y en la 2007-08 Mandiá se hizo cargo del equipo como entrenador. El Castilla quedó en el 5.º lugar clasificatorio, a un solo punto de disputar la fase de ascenso a Segunda División, y Julen Lopetegui tomó el testigo de Mandiá.
Regreso al Hércules
Tras su temporada en el filial madridista, el 21 de mayo de 2008 se anunció por parte del Hércules CF su fichaje para las dos siguientes temporadas, a la espera de que el entrenador lucense estampara la firma en el contrato. El equipo herculano dotó a Juan Carlos Mandiá del total control deportivo de la primera plantilla, nombrándole entrenador y mánager general deportivo. El 19 de junio de 2008 fue presentado oficialmente como entrenador del Hércules de Alicante para las temporadas 2008-09 y 2009-10. El técnico regresó al club alicantino junto con técnicos de su confianza como el preparador físico Quique Sanz, el segundo entrenador Antonio Puche, o el entrenador de porteros José Ramón de la Fuente. Después de completar una muy buena temporada (en la que el Hércules fue el equipo más goleador y acabó cuarto en la Liga), los días 24 y 25 de junio de 2009 salieron a la luz pública las avanzadas negociaciones entre Mandiá y el Racing de Santander, produciéndose un fuerte malestar en el Hércules y la afición con el todavía entrenador herculano, que dejó al club con una planificación a medio hacer y tras haber concedido bajas discutidas de jugadores muy importantes como el capitán Sergio Fernández o Rubén Navarro.
Racing de Santander
El 26 de junio de 2009 se confirmó que Juan Carlos Mandiá entrenaría al Racing de Santander por una temporada con opción a otra junto con su equipo técnico. Debutó como entrenador de Primera División con el Racing de Santander el día 30 de agosto de 2009 contra el Getafe Club de Fútbol en el Sardinero (1-4). Tras un pobre comienzo de Liga del equipo cántabro (sumando 7 puntos en 10 partidos), el 9 de noviembre de 2009, Mandiá fue destituido como entrenador racinguista.
Tenerife
El 26 de septiembre de 2010, Mandiá volvió a entrenar a un equipo de Segunda División, el Club Deportivo Tenerife, que tras el mal arranque de temporada (4 derrotas en 4 partidos), decidió prescindir de los servicios de su anterior técnico, Gonzalo Arconada. Sin embargo, el preparador gallego fue despedido el día 23 de enero de 2011 por dejar al equipo insular en una situación similar a la de su predecesor.
Tercera etapa en el Hércules
En junio de 2011, tras el regreso del Hércules CF a Segunda, Juan Carlos Mandiá inició su tercera etapa en el club alicantino. El Hércules finalizó la temporada 2011-12 en el quinto puesto de la Liga regular y así entró en el "play-off" de ascenso, pero cayó ante el Alcorcón por la regla del gol de visitante. Mandiá continuó al frente del equipo herculano en la campaña 2012-13; pero tras sólo 2 victorias en los 10 primeros partidos de Liga y estando en puestos de descenso, el Consejo de Administración de la entidad decidió destituirle.
Alavés
El día 3 de diciembre de 2013, Mandiá firmó con el Deportivo Alavés, comprometiéndose con la entidad vitoriana hasta la finalización de la temporada 2013-14. Llegó al conjunto vasco en reemplazo de Natxo González, entrenador que había logrado el ascenso a Segunda División en la temporada anterior, con el objetivo de lograr la permanencia. No obstante, fue cesado en sus funciones el 24 de marzo de 2014, dejando al equipo en 21.º puesto, igual que cuando llegó.
Sabadell
El 10 de febrero de 2015, se incorporó al Centre d'Esports Sabadell Futbol Club, sin poder evitar el descenso del cuadro arlequinado a Segunda División B.
Olympique de Marsella
Entre septiembre de 2015 y abril de 2016, trabajó como ayudante de Míchel González en el Olympique de Marsella.
Málaga CF
En marzo de 2017, se incorporó al cuerpo técnico del Málaga Club de Fútbol, nuevamente de la mano de Míchel González.
Pumas UNAM
Posteriormente, volvió a ser asistente de Míchel González en su etapa en el Pumas de la UNAM de la Liga BBVA MX.
Getafe CF
En 2021, acompañó a Míchel González en el Getafe CF.
Olympiacos FC
En septiembre de 2022, Mandiá se convirtió en ayudante de Míchel González en el Olympiakos FC de la Superliga de Grecia.

## Clubes y estadísticas

### Como jugador
| Club             | País   | Año       | Partidos | Goles |
| ---------------- | ------ | --------- | -------- | ----- |
| Castilla CF      | España | 1984-1988 | 52       | 0     |
| RCD Espanyol     | España | 1988-1989 | 21       | 0     |
| RC Celta de Vigo | España | 1989-1993 | 92       | 3     |
| CD Logroñés      | España | 1993-1995 | 38       | 0     |
| CD Toledo        | España | 1995-1997 | 67       | 0     |
| Córdoba CF       | España | 1997-2000 | 30       | 0     |

### Como entrenador
| Club                              | País    | Año       | P  | PG | PE | PP | % v.  |
| --------------------------------- | ------- | --------- | -- | -- | -- | -- | ----- |
| CD Logroñés                       | España  | 2002-2003 | 34 | 17 | 11 | 6  | 50    |
| Hércules CF                       | España  | 2004-2006 | 52 | 21 | 16 | 15 | 40.38 |
| Real Madrid Castilla CF           | España  | 2007-2008 | 38 | 17 | 10 | 11 | 44.74 |
| Hércules CF                       | España  | 2008-2009 | 46 | 23 | 16 | 7  | 50    |
| Real Racing Club de Santander     | España  | 2009      | 11 | 1  | 4  | 6  | 9.09  |
| CD Tenerife                       | España  | 2010-2011 | 15 | 3  | 7  | 5  | 20    |
| Hércules CF                       | España  | 2011-2012 | 56 | 25 | 10 | 21 | 44.64 |
| Deportivo Alavés                  | España  | 2013-2014 | 15 | 5  | 2  | 8  | 33.33 |
| CE Sabadell FC                    | España  | 2015      | 18 | 3  | 9  | 6  | 16.67 |
| Olympique de Marsella (asistente) | Francia | 2015-2016 | 46 | 16 | 18 | 12 | 34.78 |
| Málaga CF (asistente)             | España  | 2017-2018 | 33 | 9  | 5  | 19 | 27.27 |
| Pumas UNAM (asistente)            | México  | 2019-2020 | 34 | 13 | 10 | 11 | 38.24 |
| Getafe CF (asistente)             | España  | 2021      | 8  | 0  | 1  | 7  | 0     |
| Olympiacos (asistente)            | Grecia  | 2022-2023 | 21 | 14 | 6  | 1  | 66.66 |

## Palmarés

### Como jugador

#### Campeonatos nacionales
| Título           | Club             | País   | Año       |
| ---------------- | ---------------- | ------ | --------- |
| Primera División | Real Madrid      | España | 1987-1988 |
| Segunda División | RC Celta de Vigo | España | 1991-1992 |

- Ascenso a Segunda División con el Córdoba CF (1998/99).

### Como entrenador
- Clasificación para la liguilla de ascenso a Segunda División con el CD Logroñés (2003/04).
- Subcampeón del Grupo III de Segunda B, y ascenso a Segunda División con el Hércules CF (2004/05).